# Pholiotina smithii
Pholiotina smithii (лат.) — вид грибов, входящий в род Фолиотина (Pholiotina) семейства Больбитиевые (Bolbitiaceae). Некоторыми исследователями виды этого рода переносятся в род Коноцибе (Conocybe).

## Таксономия

### Синонимы
- Conocybe smithii Watling, 1967, nom. nov.
- Galera cyanopes Kauffman, 1918, nom. illeg.basionym

## Описание
- Шляпка 0,3—1,3 см в диаметре, в молодом возрасте конической формы, затем слабо расширяющаяся до выпуклой, с разлинованным краем, окрашена в охристо-бурые или корично-бурые тона, с возрастом выцветает.
- Мякоть беловатого цвета, водянистая, без особого вкуса и запаха.
- Гименофор пластинчатый, пластинки у молодых грибов приросшие к ножке, охристо-бурого, затем ржаво-коричневого цвета, довольно частые или редкие, с иногда беловатыми, покрытыми мелкими хлопьями, краями.
- Ножка 1—7 см длиной и 0,7—1 см толщиной, центральная, в верхней части почти гладкая или слабо опушённая, ниже волокнистая, с возрастом становится гладкой, белого цвета, в нижней части с серо-зелёным или серо-синим оттенком.
- Споровый порошок ржаво-коричневого цвета. Споры 6,5—9,5×4,4—5,8 мкм, эллиптической формы или слабо асимметричные, толстостенные, гладкие, с порой прорастания, неамилоидные. Базидии четырёхспоровые, булавовидные, 18,3—20×7,3—8 мкм. Хейлоцистиды гиалиновые, тонкостенные, 20—32,9×9,5—15 мкм. Плевроцистиды отсутствуют.
- Обладает галлюциногенными свойствами. Содержит беоцистин, псилоцин и псилоцибин.

## Ареал и экология
Этот вид известен из западной и восточной Северной Америки. Произрастает небольшими группами в болотистых лесах, во мху, иногда на полянах.